# Teatr Cameri
Teatr Cameri (hebr. התיאטרון הקאמרי, HaTei'atron HaKameri; ang. The Cameri Theatre of Tel Aviv) – teatr z siedzibą w osiedlu Ha-Cafon ha-Chadasz w Tel Awiwie, w Izraelu. Jest jednym z największych i najważniejszych teatrów w Izraelu. Jego spektakle od 1945 obejrzało ponad 20 milionów widzów.

## Historia

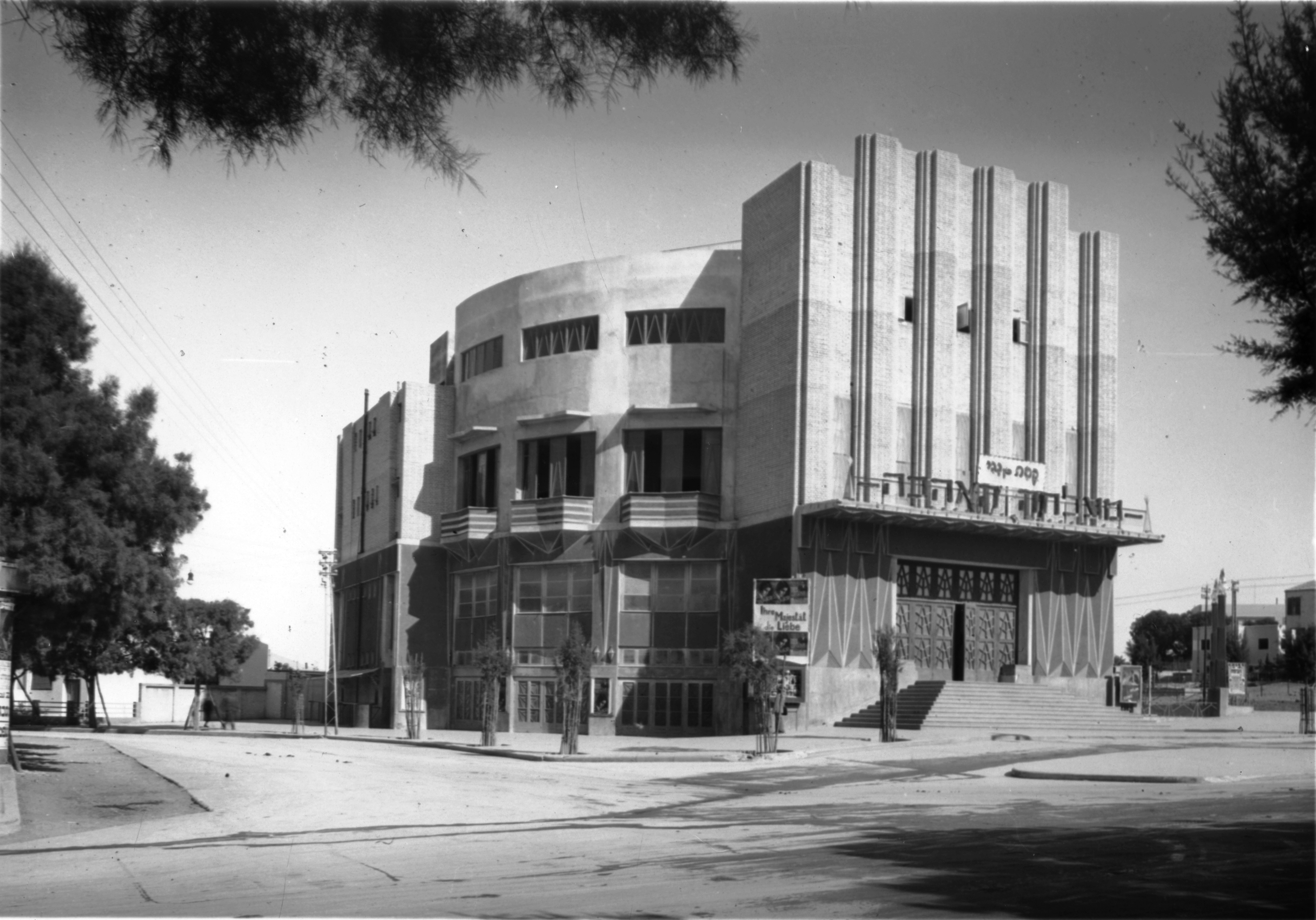
Kino Mugrabi, które spłonęło w 1986

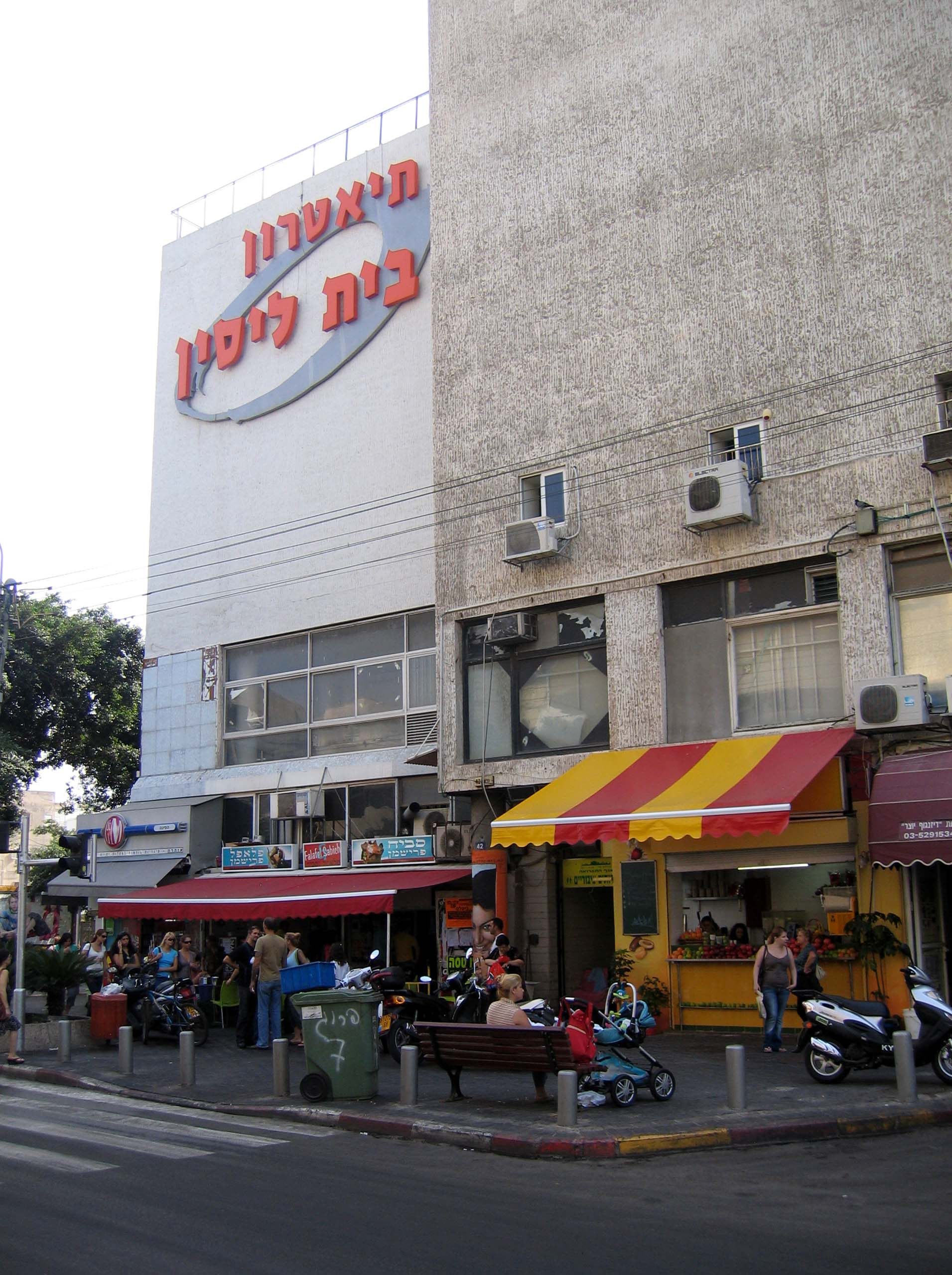
Dawna siedziba teatru Cameri przy ulicy Frishman

Początki grupy teatralnej sięgają 24 października 1944, kiedy reżyser Josef Milo zebrał czterech aktorów (Milo Jemima, Rosa Lichtenstein, Abraham Ben-Szwarc i Batya Lancet). W piwnicy dawnego Kina Mugrabi w Tel Awiwie, wystawili oni sztukę zatytułowaną „Od Zawsze”. Przedstawienie zostało bardzo dobrze przyjęte, co zachęciło grupę teatralną do dalszej działalności i założenia teatru. Kolejnym przedstawieniem była sztuka napisana przez Chajm Nachman Bialika jako zachęta dla młodzieżowego ruchu syjonistycznego. W 1945 wystawili komedię Carlo Goldoni zatytułowaną „Sługa dwóch panów”.
Teatr Cameri został oficjalnie założony w lutym 1945. Do zespołu aktorów dołączyli wówczas Yossi Yadin i Hanna Maron, a w następnych latach kolejni znani aktorzy. Teatr od samego początku swojego istnienia opierał się na młodych aktorach, którzy dorastali w Ziemi Izraela i płynnie posługiwali się językiem hebrajskim.
W latach 50. XX wieku teatr przeniósł się z Kina Mugrabi do nowej sali przy ulicy Nahmani 4. Następnie, w grudniu 1961 przeniósł się na róg ulic Dizengoffa z Frishmana. W 1971 opiekę nad teatrem przejęły władze miejskie Tel Awiwu. Od tego momentu jest Teatrem Miejskim Cameri w Tel Awiwie.
W 2003 teatr przeniósł się do nowoczesnego kompleksu Tel Awiw Performing Arts Center (starą siedzibę zajął Teatr Beit Lessin). W 2005 Teatr Cameri otrzymał prestiżową Nagrodę Izraela.

## Budynek teatru

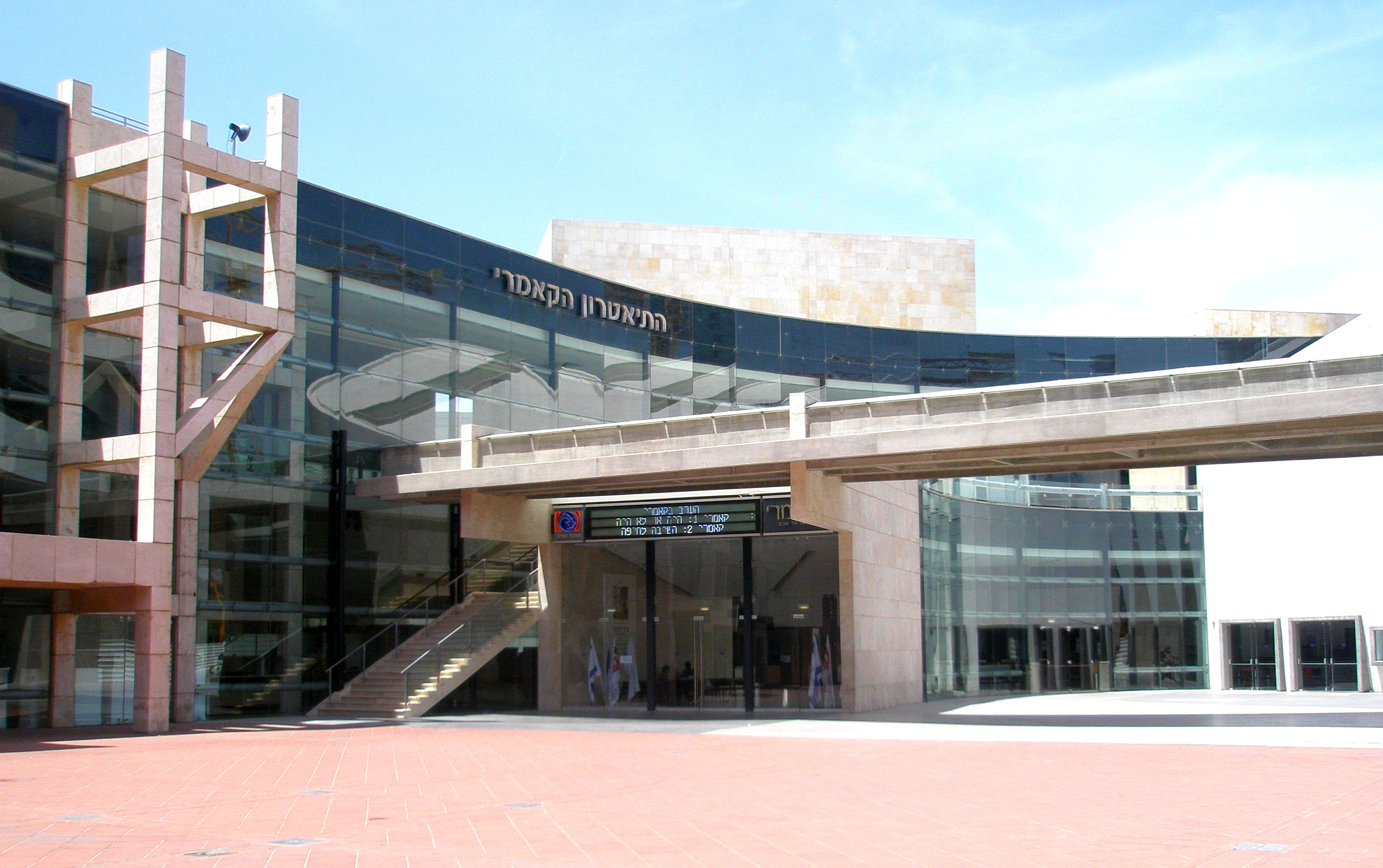
Nowa siedziba Teatru Cameri

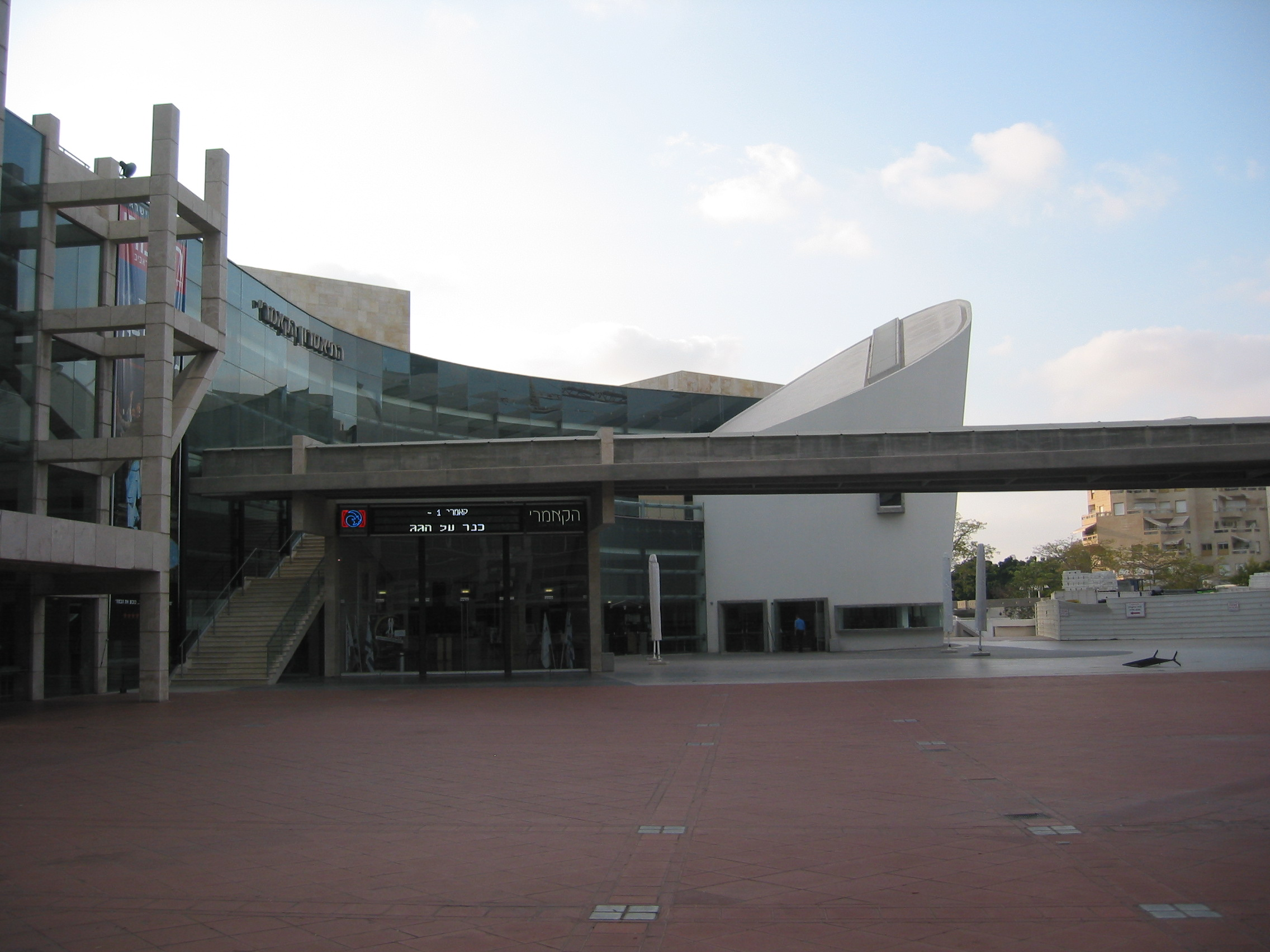
Nowa siedziba Teatru Cameri

W marcu 1988 położono kamień węgielny pod budowę nowej siedziby dla teatru. Budynek miał stanowić część nowoczesnego kompleksu kulturalnego Tel Awiw Performing Arts Center, który został zaprojektowany przez architekta Jaakova Rechtera. Rozwiązania zastosowane w budynku są nowatorskie i zaawansowane technologicznie. Umożliwia to prowadzenie bardzo zróżnicowanej działalności teatralnej, która wykracza poza standardowe schematy teatru.
W budynku znajduje się pięć sal koncertowych:
1. największa Cameri 1 nazwana imieniem Josefa Milo – widownia ma 932 miejsc
2. Cameri 2 – widownia ma 419 miejsc
3. Cameri 3 – jest to otwarta scena dla teatralnej działalności alternatywnej, widownia ma 163 miejsc
4. Cameri 4 – sala prób z widownią liczącą 160 miejsc
5. Cameri 5 – najnowsza sala prób z widownią liczącą 100 miejsc
6. Kawiarnia Teatr – kameralna scena z widownią około 100 miejsc[4].

## Działalność
Poza normalną działalnością sceniczną, Teatr Cameri był w 2009 gospodarzem pierwszego Międzynarodowego Festiwalu Teatru, w którym uczestniczyło 16 zespołów teatralnych z całego świata.